# Киреев, Богдан Романович
Богда́н Рома́нович Кире́ев (род. 27 марта 2001 года, Волгодонск) — российский профессиональный регбист, играющий во второй линии нападения (замок) в команде «Локомотив-Пенза».

## Биография
Первые шаги в регби сделал в городе Щёлково (Московская область) у тренера Александра Лисютина. В дальнейшем тренер перебрался в «Школу олимпийского резерва» города Ногинска, куда позвал и Богдана. В 2018 году вместе с ещё рядом воспитанников (Даниил Крылаткин, Амин Байт Саид, Амир Алишев и Иван Чепрага) перешёл в клуб «Красный Яр». Выступал за дубль («Красный Яр-2»), был в заявке и основного состава на некоторые матчи. В 2018 году в матче с юниорами острова Кюсю занёс три попытки и был назван игроком матча. В 2020 году уехал на стажировку во французский «Тулон». В июле 2020 года было объявлено о подписании игрока пензенским «Локомотивом».

## Карьера в сборной
Призывался в сборную U-18. Был участником юниорского чемпионата Европы 2019 года, проходившем в Калининграде. В матче за бронзу против команды Португалии занёс две попытки, но команда проиграла. Также был на учебно-тренировочном сборе национальной сборной в январе 2019 года. В феврале 2020 года получил приглашение на сбор и тестовые матчи молодёжной сборной России.